# Kathedrale von Laval

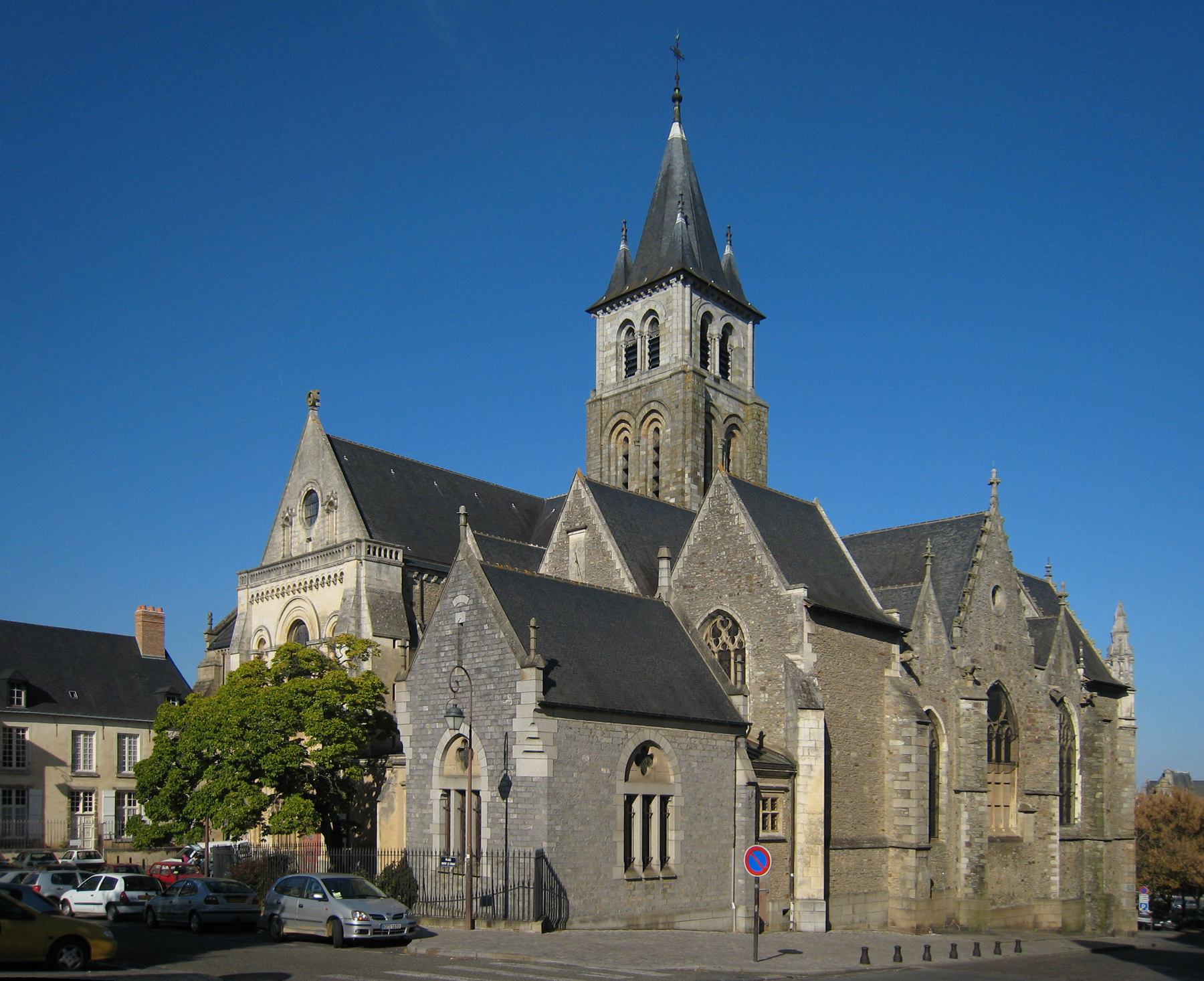
Kathedrale von Laval

Grundriss der Kathedrale

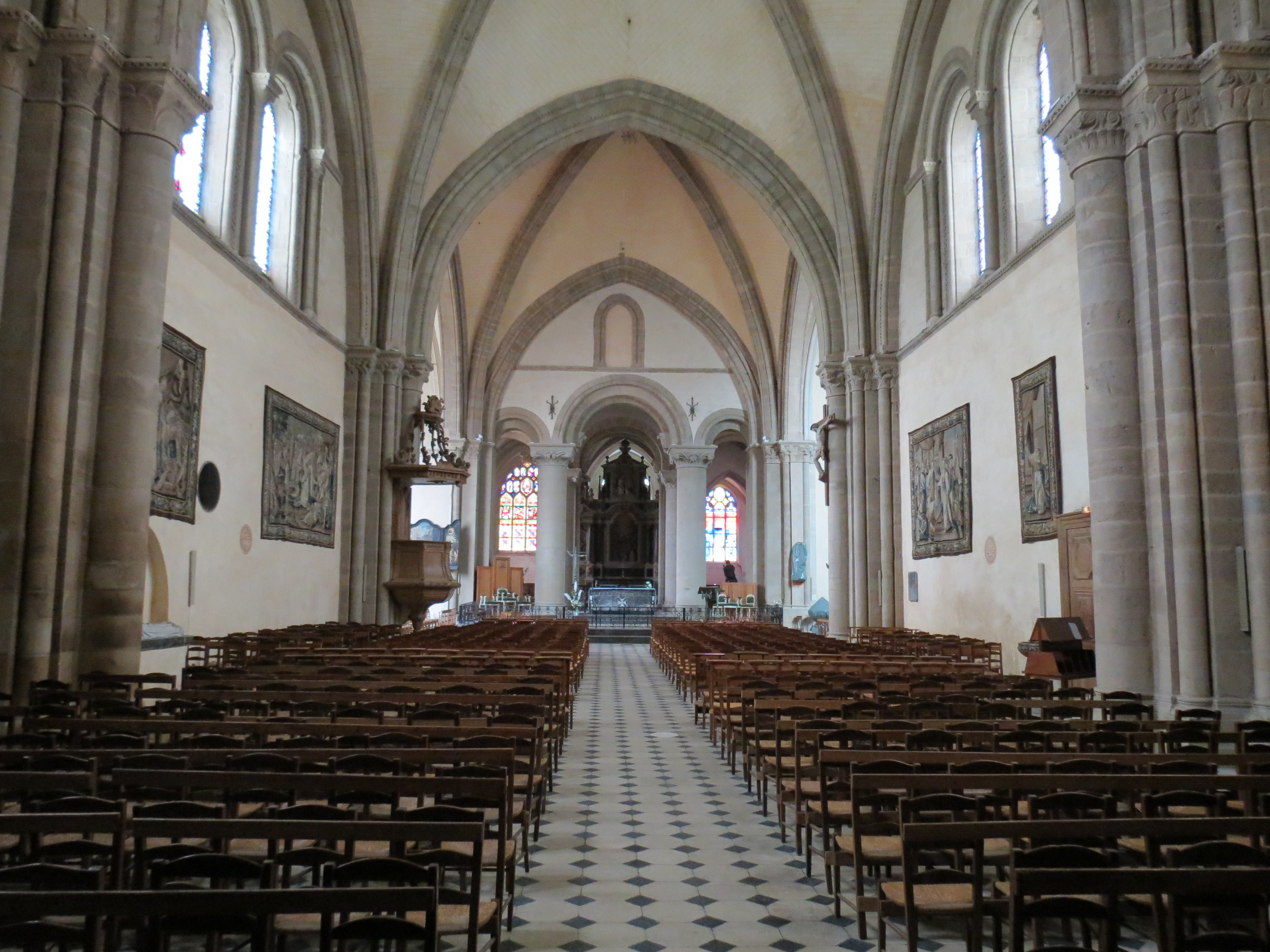
Kirchenschiff mit Domikalgewölben der Angevinischen Gotik

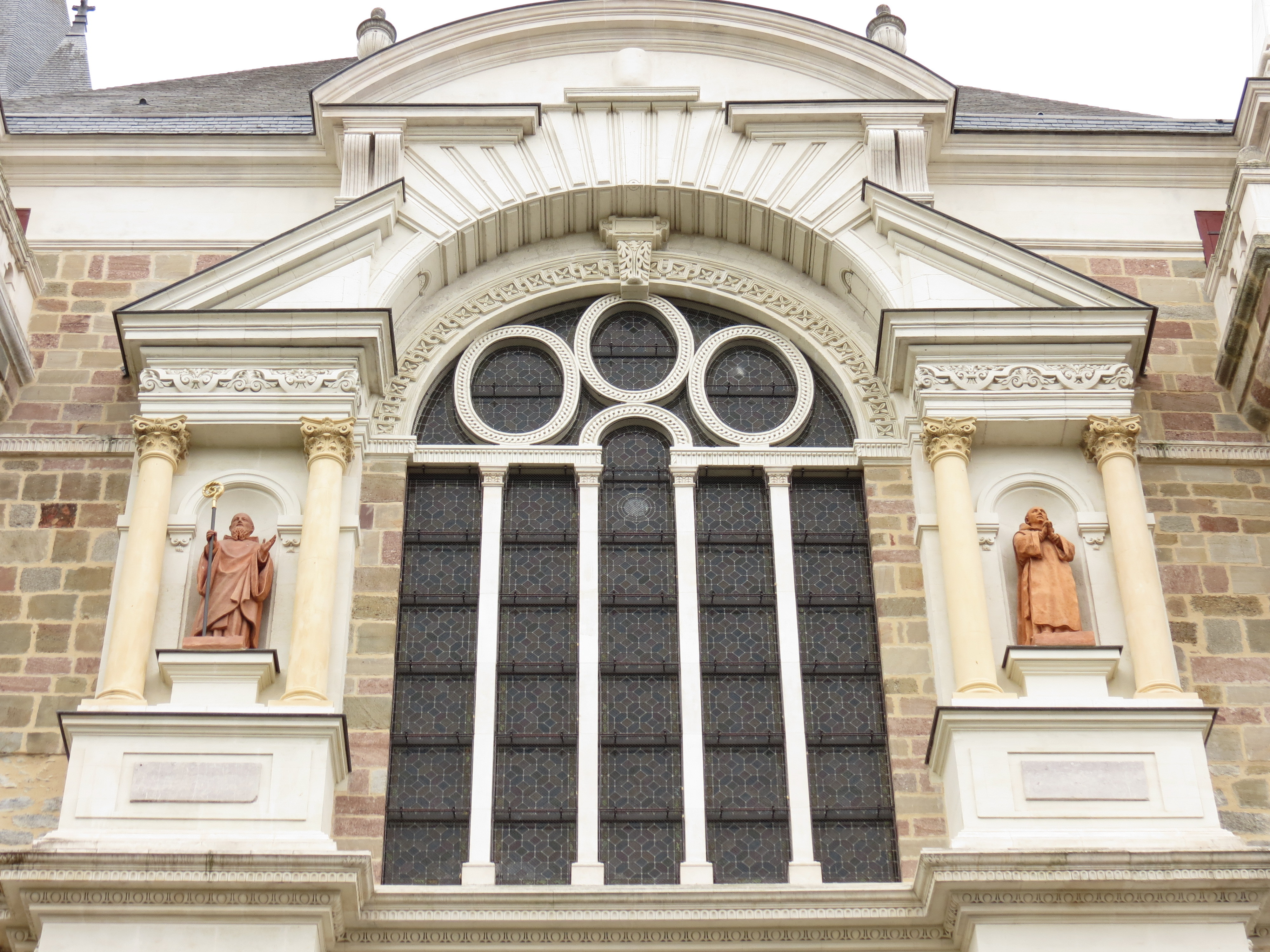
Renaissance-Fassade des nordöstlichen Querhausarmes

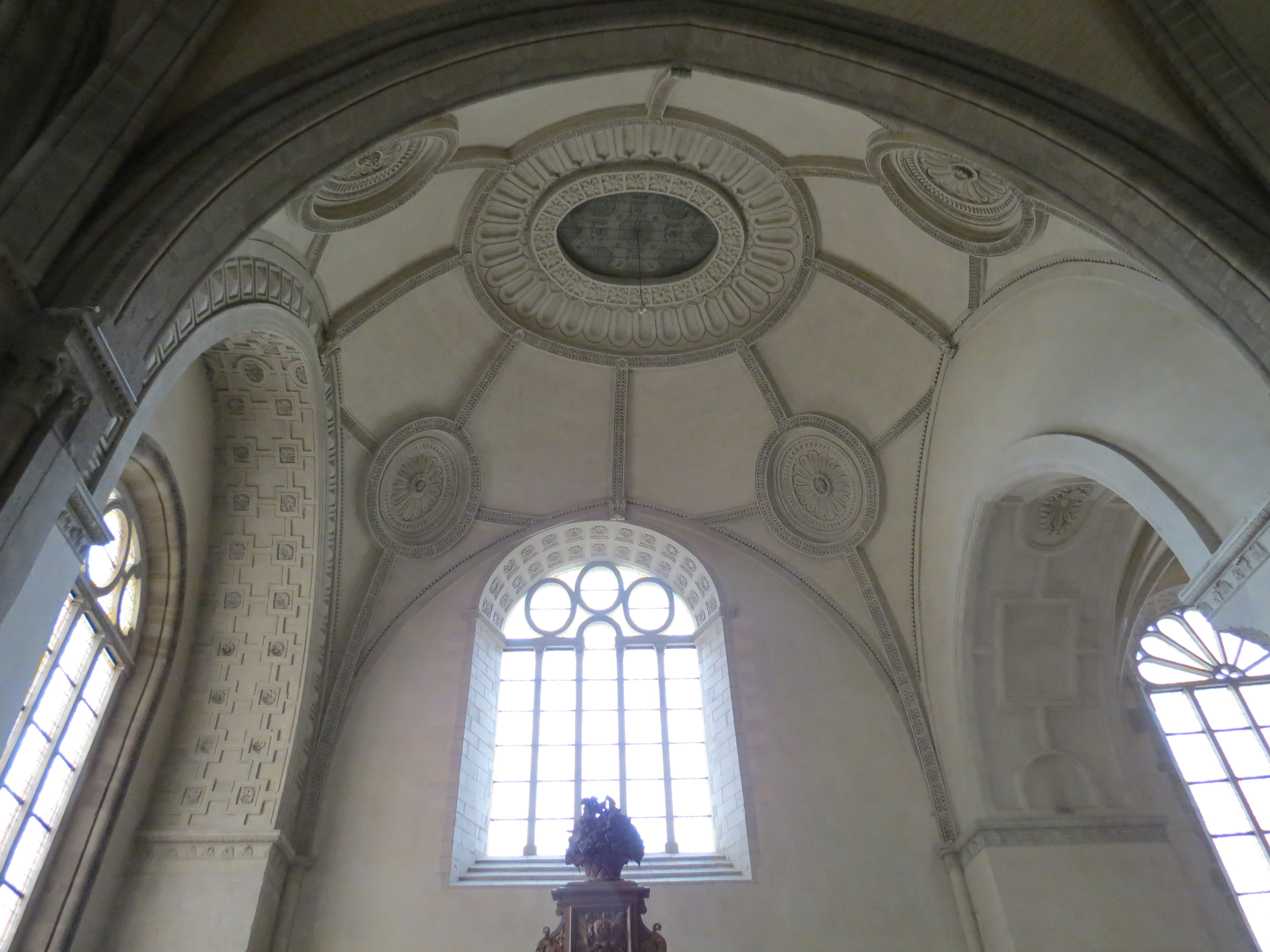
Nordöstlicher Querhausarm mit Renaissanceformen

Die der Hl. Dreifaltigkeit (französisch Sainte-Trinité) geweihte Kathedrale von Laval ist die Hauptkirche des erst im Jahr 1855 aus Teilen der Bistümer Angers und Le Mans gegründeten Bistums Laval im Département Mayenne im Nordwesten Frankreichs. Sie wurde bereits im Jahr 1840 als Monument historique anerkannt.

## Lage
Die innerhalb der ehemaligen Festungsmauer gelegene und wegen des verfügbaren Baugeländes nach Südosten hin ausgerichtete Kathedrale liegt im Zentrum der gut 80 km östlich von Rennes gelegenen Stadt Laval oberhalb des Flusses Mayenne in einer Höhe von ca. 55 m.

## Geschichte
Im 11. Jahrhundert lag der Baubeginn der ursprünglich dreiapsidialen, aber nur einschiffigen Pfarrkirche und heutigen Kathedrale; Grundriss und Erscheinungsbild des Bauwerks wurden jedoch in der Folgezeit immer wieder verändert. Gegen Ende des 12. Jahrhunderts entstand der Vierungsturm (clocher); darüber hinaus wurden in der gesamten Kirche gebuste Rippengewölbe im Anjou-Stil eingezogen. Nach dem Ende des Hundertjährigen Krieges (1337–1453) wurden Veränderungen am Chor sowie an den Querhausarmen vorgenommen, wohingegen das einschiffige Langhaus weitgehend unverändert erhalten blieb. Im Jahr 1563 wurde der Spitzhelm des Vierungsturms bei einem Brand zerstört; 1701 zerstörte ein Unwetter einen Teil des Daches. Vor Beginn der Französischen Revolution zählte die Kirche 15 Altäre, an denen Messen gelesen werden konnten. Um das Jahr 1840 wurden die mittelalterlichen Wehrmauern abgerissen; Teile der entstandenen Freifläche konnten folglich von einem Chorneubau der nunmehrigen Kathedrale eingenommen werden. In den Jahren 1904/05 erhielt der Vierungsturm ein neues Obergeschoss und ein neues Dach.

## Architektur
Bis auf die Ostteile hat die Kirche ihren Grundriss seit dem Mittelalter kaum verändert. Die maßwerklosen Fenster des Kirchenschiffs scheinen noch aus dieser Zeit zu stammen. An die dreiapsidiale Choranlage der Frühzeit erinnert noch die heutige, einem Triumphbogenschema ähnliche Komposition, die sich sehr gut mit der Trinitätsweihe in Verbindung bringen lässt. Der nordöstliche Querhausarm mitsamt seiner Außenfassade, seiner Fenster und seines Deckengewölbes wurde im 16. Jahrhundert modernisiert, wohingegen der südwestliche Arm erst im 19. Jahrhundert eine neoromanische Fassade erhielt.

## Ausstattung
Von den zahlreichen denkmalgeschützten Ausstattungsgegenständen (siehe Anm. 1) sind vor allem ein Pieter Aertsen (um 1509–1575) zugeschriebenes Triptychon mit der Geschichte Johannes’ des Täufers sowie eine Figurengruppe mit der hl. Anna und ihrer heranwachsenden Tochter Maria, der späteren Mutter Jesu, zu erwähnen. Das ca. 8 m hohe und – für nordfranzösische Verhältnisse – üppig gestaltete barocke Altarretabel des Hauptaltars ist ebenfalls bemerkenswert.

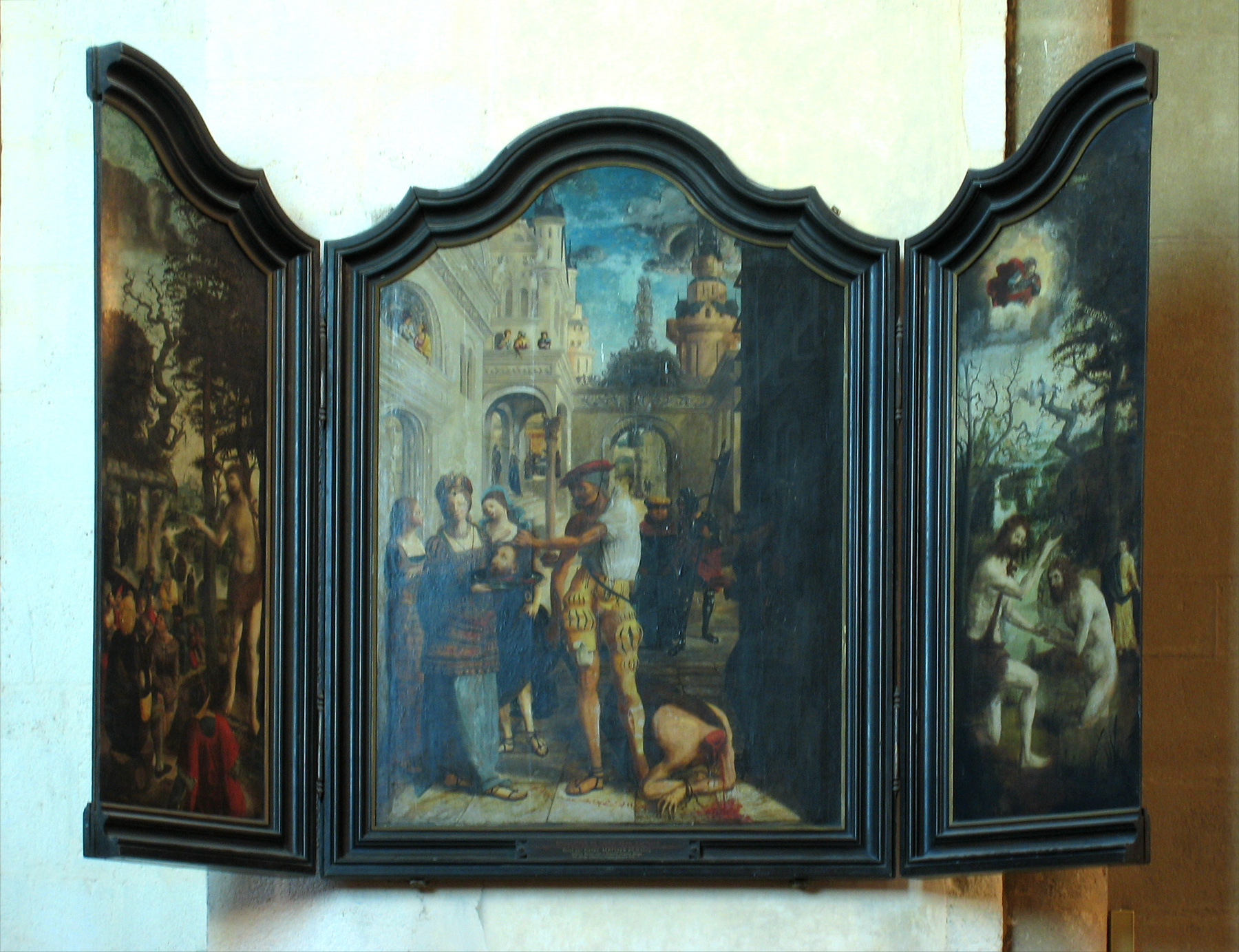
Triptychon von Peter Aertsen (um 1550)
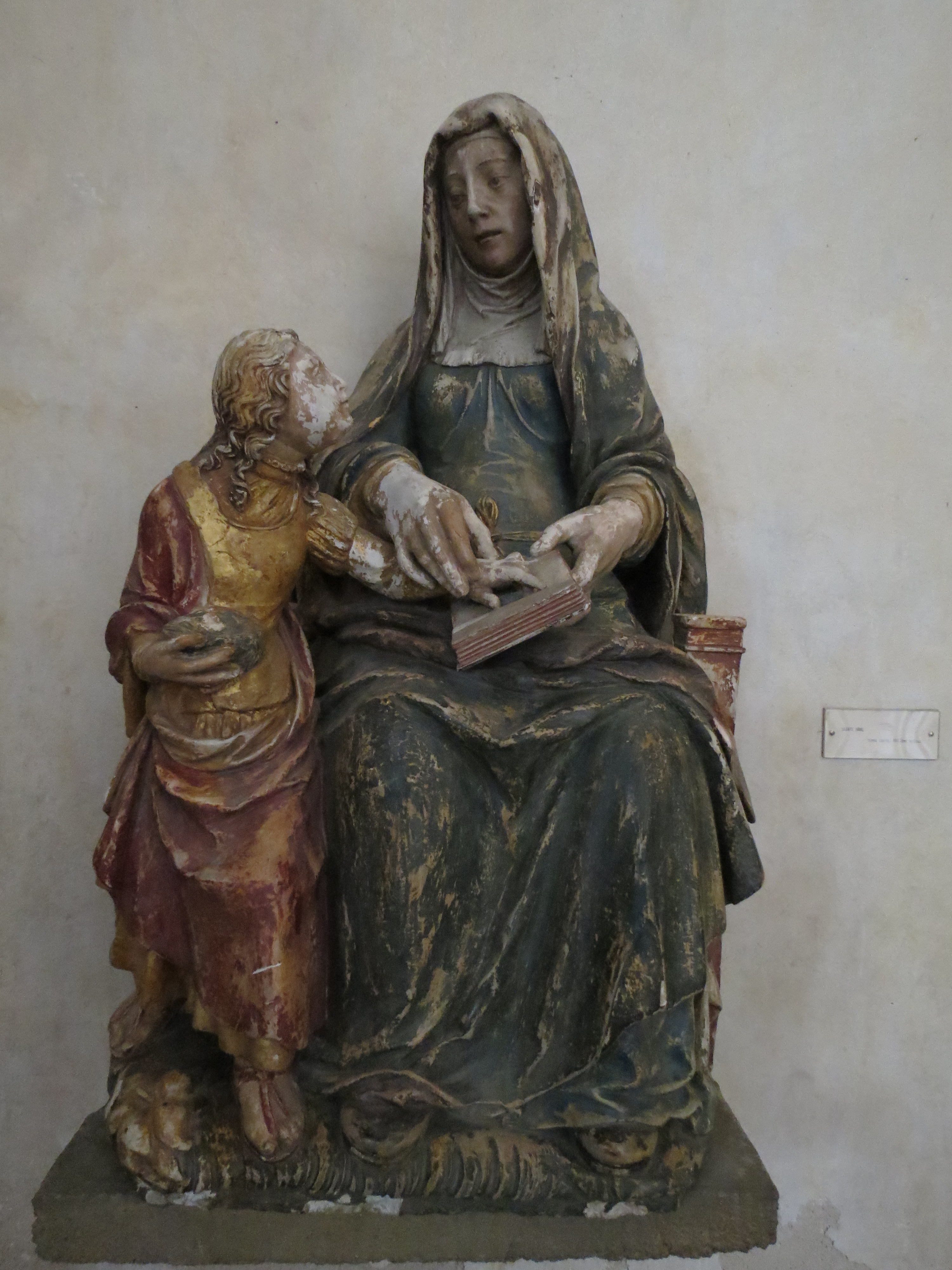
Die hl. Anna lehrt Maria das Lesen
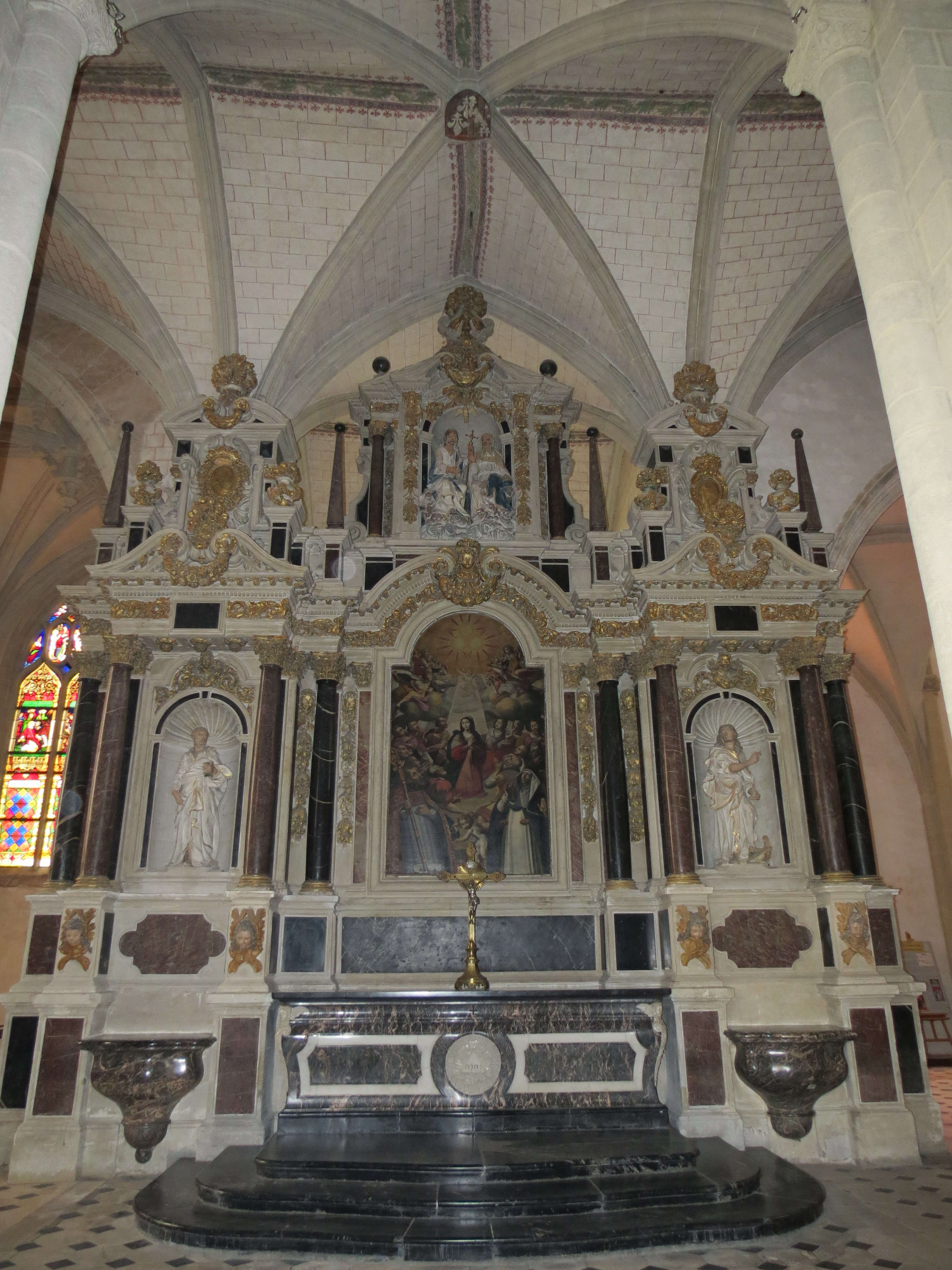
Altarretabel

## Orgel

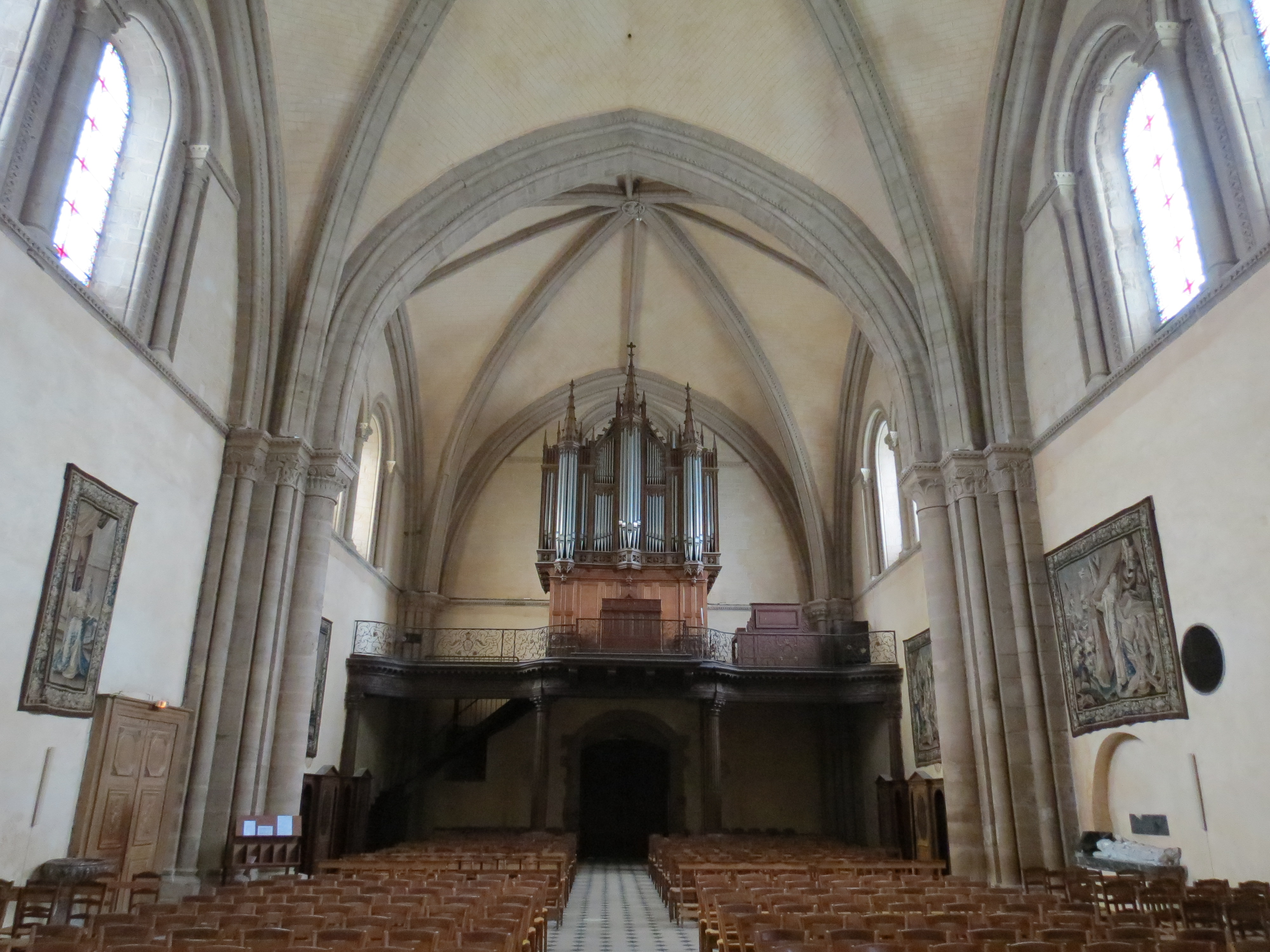
Blick auf die Orgel

Die Orgel wurde 1853 von dem Orgelbauer Aristide Cavaillé-Coll mit 26 Registern auf zwei Manualen und Pedal erbaut. Das Instrument wurde zuletzt 1980 von dem Orgelbauer Jean Renaud restauriert. Es hat heute 28 Register auf zwei Manualwerken und Pedal.
| I Grand Orgue C–f1 |            |     |
| 01.                | Montre     | 16′ |
| 02.                | Bourdon    | 16′ |
| 03.                | Montre     | 08′ |
| 04.                | Bourdon    | 08′ |
| 05.                | Salicional | 08′ |
| 06.                | Prestant   | 04′ |
| 07.                | Flûte      | 04′ |
| 08.                | Doublette  | 02′ |

| (Fortsetzung) |                 |     |
| 09.           | Fourniture IV 0 |     |
| 10.           | Cymbale III     |     |
| 11.           | Cornet V        |     |
| 12.           | Bombarde        | 16′ |
| 13.           | Trompette       | 08′ |
| 14.           | Clairon         | 04′ |
| 15.           | Cromorne        | 08′ |

| II Récit expressif C–f3 |                    |    |
| 16.                     | Flûte harmonique 0 | 8′ |
| 17.                     | Viole de Gambe     | 8′ |
| 18.                     | Voix céleste       | 8′ |
| 19.                     | Flûte octaviante   | 4′ |
| 20.                     | Octavin            | 2′ |
| 21.                     | Trompette          | 8′ |
| 22.                     | Basson-Hautbois    | 8′ |
| 23.                     | Voix humaine       | 8′ |

| Pédalier C–f1 |            |     |
| 24.           | Soubasse   | 32′ |
| 25.           | Flûte      | 16′ |
| 26.           | Flûte      | 08′ |
| 27.           | Bombarde 0 | 16′ |
| 28.           | Trompette  | 08′ |